# Ruellia morongii
Ruellia morongii är en akantusväxtart som beskrevs av Nathaniel Lord Britton. Ruellia morongii ingår i släktet Ruellia och familjen akantusväxter. Inga underarter finns listade i Catalogue of Life.